# NFC South
Az NFC South az NFL amerikaifutball-bajnokság NFC konferenciájának déli csoportja. 2002 óta létezik, ekkor lett a liga 32 csapatos. Tagjai: Atlanta Falcons, Carolina Panthers, New Orleans Saints, valamint a Tampa Bay Buccaneers. 
Az első három csapat az NFC West, míg a Tampa Bay az NFC Central kötelékébe tartozott 2002 előtt.

## Csoportgyőztesek
| Szezon | Csapat               | Eredmény | Rájátszásbeli eredmény                  |
| ------ | -------------------- | -------- | --------------------------------------- |
| 2002   | Tampa Bay Buccaneers | 12–4–0   | Megnyerte a Super Bowl XXXVII-et        |
| 2003   | Carolina Panthers    | 11–5–0   | Kikapott a Super Bowl XXXVIII-on        |
| 2004   | Atlanta Falcons      | 11–5–0   | Kikapott az NFC konferenciadöntőben     |
| 2005   | Tampa Bay Buccaneers | 11–5–0   | Kikapott az NFC Wild Card-fordulóban    |
| 2006   | New Orleans Saints   | 10–6–0   | Kikapott az NFC konferenciadöntőben     |
| 2007   | Tampa Bay Buccaneers | 9–7–0    | Kikapott az NFC Wild Card-fordulóban    |
| 2008   | Carolina Panthers    | 12–4–0   | Kikapott az NFC konferencia-elődöntőben |
| 2009   | New Orleans Saints   | 13–3–0   | Megnyerte a Super Bowl XLIV-et          |
| 2010   | Atlanta Falcons      | 13–3–0   | Kikapott az NFC konferencia-elődöntőben |
| 2011   | New Orleans Saints   | 13–3–0   | Kikapott az NFC konferencia-elődöntőben |
| 2012   | Atlanta Falcons      | 13–3–0   | Kikapott az NFC konferenciadöntőben     |
| 2013   | Carolina Panthers    | 12–4–0   | Kikapott az NFC konferencia-elődöntőben |
| 2014   | Carolina Panthers    | 7–8–1    | Kikapott az NFC konferencia-elődöntőben |
| 2015   | Carolina Panthers    | 15–1–0   | Kikapott a Super Bowl 50-en             |
| 2016   | Atlanta Falcons      | 11–5–0   | Kikapott a Super Bowl LI-en             |
| 2017   | New Orleans Saints   | 11–5–0   | Kikapott az NFC konferencia-elődöntőben |
| 2018   | New Orleans Saints   | 13–3–0   | Kikapott az NFC konferenciadöntőben     |
| 2019   | New Orleans Saints   | 13–3–0   | Kikapott az NFC Wild Card-fordulóban    |
| 2020   | New Orleans Saints   | 12–4–0   | Kikapott az NFC konferencia-elődöntőben |
| 2021   | Tampa Bay Buccaneers | 13–4–0   | Kikapott az NFC konferencia-elődöntőben |
| 2022   | Tampa Bay Buccaneers | 8–9–0    | Kikapott az NFC Wild Card-fordulóban    |
| 2023   | Tampa Bay Buccaneers | 9–8–0    | Kikapott az NFC konferencia-elődöntőben |
| 2024   | Tampa Bay Buccaneers | 10–7–0   | Kikapott az NFC Wild Card-fordulóban    |